# سفير الولايات المتحدة لدى مملكة البحرين

ختم وزارة خارجية الولايات المتحدة.

سفير الولايات المتحدة لدى مملكة البحرين هو الممثل الرسمي لرئيس الولايات المتحدة إلى ملك مملكة البحرين.
حتى عام 1971 كانت البحرين جزءا من محمية بريطانية جنبا إلى جنب مع غيرها من المشيخات في الخليج العربي. في عام 1971 انتهت الحماية وسبعة من المشيخات اجتمعت مع بعضها البعض لتصبح دولة الإمارات العربية المتحدة. البحرين لم تنضم إلى الاتحاد وأعلنت استقلالها في 15 أغسطس 1971. اعترفت الولايات المتحدة بدولة البحرين في نفس اليوم وأقامت علاقات دبلوماسية معها. افتتحت السفارة الأمريكية في المنامة في 21 سبتمبر 1971 وعين جون ن. غاتش القائم بالأعمال بالإنابة. قدم السفير وليام أ. ستولتزفوس أوراق اعتماده لحكومة البحرين في 17 فبراير 1972. كان ستولتزفوس بالتزامن السفير إلى الكويت وقطر وعمان والإمارات عندما كان مقيما في الكويت. أول سفير مكلف فقط لمملكة البحرين كان جوزيف و. توينام في عام 1974.

## السفراء ورؤساء البعثات
- جون ن. غاتش الابن - ضابط خدمة خارجية
  - العنوان: القائم بالأعمال المؤقت
  - عين: 21 سبتمبر 1971
  - أوراق اعتماد: -
  - الإنهاء: حل محله سفير في 17 فبراير 1972
- وليام ستولتزفوس - ضابط خدمة خارجية
  - العنوان: سفير فوق العادة ومفوض
  - عين: 9 ديسمبر 1971
  - أوراق الاعتماد: 17 فبراير 1972
  - الإنهاء: حل محله سفير توينام في 9 يونيو 1974
- جوزيف ر. توينام - ضابط خدمة خارجية
  - العنوان: سفير فوق العادة ومفوض
  - عين: 24 مايو 1974
  - أوراق الاعتماد: 10 مايو 1974
  - الإنهاء: رحل في 10 أغسطس 1976
- وات ت. كلوفيريوس الرابع - ضابط خدمة خارجية
  - العنوان: سفير فوق العادة ومفوض
  - عين: 4 أكتوبر 1976
  - أوراق الاعتماد: 23 أكتوبر 1976
  - الإنهاء: رحل في 2 أغسطس 1978
- روبرت بيلليترو - ضابط خدمة خارجية
  - العنوان: سفير فوق العادة ومفوض
- عين: 9 فبراير 1979
  - أوراق الاعتماد: 10 مارس 1979
  - الإنهاء: رحل في 3 أبريل 1980
- بيتر أ. ساذرلاند - ضابط خدمة خارجية
  - العنوان: سفير فوق العادة ومفوض
  - عين: 30 يونيو 1980
  - أوراق الاعتماد: 12 يوليو 1980
  - الإنهاء: رحل في 1 سبتمبر 1983
- دونالد س. ليدل - ضابط خدمة خارجية
  - العنوان: سفير فوق العادة ومفوض
  - عين: 7 أكتوبر 1983
  - أوراق الاعتماد: 12 نوفمبر 1983
  - الإنهاء: رحل في 1 أكتوبر 1986
- سام ه. زاخم - المعين السياسي
  - العنوان: سفير فوق العادة ومفوض
  - عين: 12 سبتمبر 1986
  - أوراق الاعتماد: 6 أكتوبر 1986
  - الإنهاء: رحل في 1 أغسطس 1989
- تشارلز وارن هوستلر - المعين السياسي
  - العنوان: سفير فوق العادة ومفوض
  - عين: 10 أكتوبر 1989
  - أوراق الاعتماد: 28 أكتوبر 1989
  - الإنهاء: رحل في 1 مارس 1993
- ديفيد س. روبينز - ضابط خدمة خارجية
  - العنوان: القائم بالأعمال بالنيابة من 1993 إلى 1994
- ديفيد م. رانسوم - ضابط خدمة خارجية
  - العنوان: سفير فوق العادة ومفوض
  - عين: 5 يوليو 1994
  - أوراق الاعتماد: 18 يوليو 1994
  - الإنهاء: رحل في 28 يوليو 1997
- جوني يونغ - ضابط خدمة خارجية
  - العنوان: سفير فوق العادة ومفوض
  - عين: 7 نوفمبر 1997
  - أوراق الاعتماد: 11 ديسمبر 1997
  - الإنهاء: رحل في 29 سبتمبر 2001
- رونالد إ. نيومان - ضابط خدمة خارجية
  - العنوان: سفير فوق العادة ومفوض
  - عين: 17 سبتمبر 2001
  - أوراق الاعتماد: 9 أكتوبر 2001
  - الإنهاء: رحل في 7 يونيو 2004
- وليام ت. مونرو - ضابط خدمة خارجية
  - العنوان: سفير فوق العادة ومفوض
  - عين: 2 يوليو 2004
  - أوراق الاعتماد: 31 أغسطس 2004
  - الإنهاء: رحل في 5 أغسطس 2007
- ج. آدم إيرلي - المعين السياسي
  - العنوان: سفير فوق العادة ومفوض
  - عين: 2 يوليو 2007
  - أوراق الاعتماد: 12 سبتمبر 2007
  - الإنهاء: حوالي يونيو 2011
- توماس س. كراجسكي - ضابط خدمة خارجية
  - العنوان: سفير فوق العادة ومفوض
  - عين: 26 أكتوبر 2011
  - الإنهاء: رحل في 15 ديسمبر 2014
- وليام ف. رويبوك - ضابط خدمة خارجية
  - العنوان: سفير فوق العادة ومفوض
  - عين: 18 نوفمبر 2014
  - أوراق الاعتماد: 20 يناير 2015
  - الإنهاء:
- ستيفن ك. بوندي
  - أوراق الاعتماد: 19 أبريل 2021
  - عبن: 9 فبراير 2022
  - الإنهاء: مازال مستمر في منصبه